# Kepler-11f
Kepler-11f é um exoplaneta descoberto na órbita de uma estrela parecida com o Sol, Kepler-11 pela sonda Kepler da NASA, que procura por planetas em trânsito que cruzam na frente de suas estrelas hospedeiras. Kepler-11f é o quinto planeta de sua estrela, orbitando a uma distância de 0.25 AU de Kepler-11 a cada 47 dias. É o mais distante dos primeiros cinco planetas do sistema, em comparação com o periférico Kepler-11g. Kepler-11f é o menos massivo dos seis planetas do sistema, em quase duas vezes a massa da Terra; é cerca de 2.6 vezes o raio da Terra. Juntamente com planetas d, e, e, ao contrário dos dois planetas mais próximos do sistema, Kepler-11f tem uma densidade menor que a da água e comparável ao de Saturno. Isto sugere que Kepler-11f tem uma atmosfera significativa de hidrogênio e hélio. Os planetas de Kepler-11 constituem o primeiro sistema descoberto com mais de três planetas em trânsito. Kepler-11f foi anunciado ao público em 2 de fevereiro de 2011, após pesquisas de acompanhamento em vários observatórios. Análise dos planetas e os resultados do estudo foram publicados no dia seguinte na revista Nature.

## Nomenclatura e descoberta
Kepler-11, conhecida como KOI-157, quando foi primeiro marcado para um evento de trânsito, é estrela-mãe do planeta, e está incluído no nome do planeta para indicar isso. Devido a Kepler-11f ser descoberta com os outros cinco planetas, os planetas do Kepler-11 foram classificados pela distância da estrela hospedeira; assim, uma vez que Kepler-11f é o quinto planeta de sua estrela, foi dado a letra "f". O nome "Kepler" é derivado da sonda Kepler, uma sonda da NASA, que constantemente observa um pequeno pedaço de céu entre as constelações de Cygnus e Lyra, que procura por planetas em trânsito que cruzam na frente de suas estrelas hospedeiras. Como estes planetas cruzam na frente de suas estrelas hospedeiras em relação à Terra, uma pequena variação no brilho da estrela ocorre; esta variação é observado pela sonda e marcada para futuros estudos. Os cientistas, então, analisam o evento de trânsito com mais cuidado para verificar se o planeta realmente existe e para reunir informações sobre a órbita e a composição do planeta (se possível).
Observações de acompanhamento obrigatórios foram realizados nos telescópios Hale e C. Donald Shane, na Califórnia; o Observatório W. M. Keck, no Havaí; observatórios WIYN, Whipple, e MMT no Arizona; e os telescópios Hobby-Eberly e Smith do Texas. Além disso, o Telescópio Espacial Spitzer também foi usado. O sistema planetário de Kepler-11 tornou-se o primeiro sistema exoplanetário descoberto com mais de três planetas em trânsito, bem como o sistema mais compacto e mais plano já descoberto, segundo a NASA.

## Estrela hospedeira
Kepler-11 é uma estrela de classe-G, na constelação de Cygnus. Com uma massa de 0.95 Msol, um raio de 1.1 Rsol, a metalicidade média de 0, e uma temperatura efetiva de 5680 K, Kepler-11 a massa é quase idêntica ao Sol (95% do Sol), raio (110% do Sol), e teor de ferro igual do Sol. Tal como as nuvens de gás ricas em metais tendem a fazer núcleos planetários para agregar a um tamanho gravitacionalmente proeminente enquanto os gases primordiais continuam a existir no sistema, gigantes gasosos tendem a formar sob tais condições.Também é um pouco mais fria do que o Sol. No entanto, estima-se ter 8 (± 2) bilhões de anos, muito mais velha do que o Sol. Kepler-11 é hospedeira de outros cinco planetas: Kepler-11b, Kepler-11c, Kepler-11d, Kepler-11e e Kepler-11g. Os primeiros cinco planetas do sistema têm órbitas que caberiam coletivamente dentro da órbita do planeta Mercúrio, enquanto a órbita de Kepler-11g tem uma distância consideravelmente mais longe em relação às órbitas dos seus irmãos.
A uma distância de 2.000 anos-luz, Kepler-11 tem uma magnitude aparente de 14.2. E não pode ser vista da Terra a olho nu.

## Características

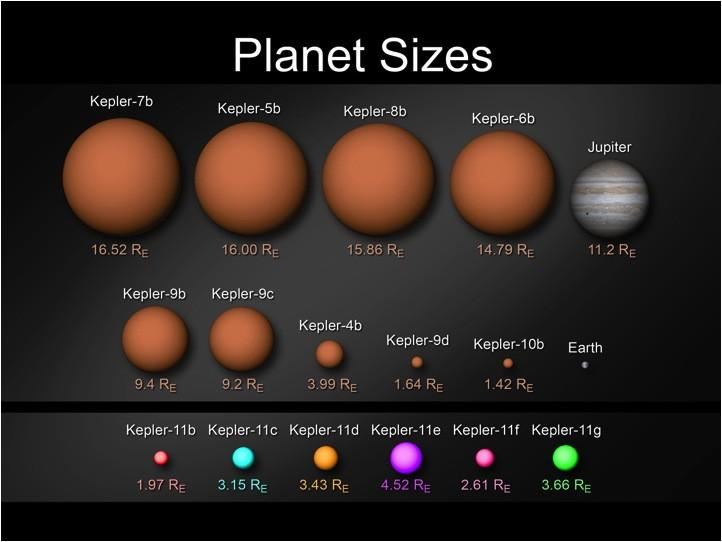
Uma comparação entre os planetas Kepler, em comparação com a Terra e Júpiter. Kepler-11f está em rosa no canto inferior direito

Kepler-11f é, a 2.3 vezes a massa da Terra, a menos massivo dos seis planetas descobertos na órbita de Kepler-11, embora a massa do planeta pode variar 1.1 a 4.5, ou de, aproximadamente, a massa da Terra de Kepler-10b, um intervalo de confiança bastante grande. O raio é o segundo menor dos seis planetas descobertos do sistema é de 2.61 vezes o raio da Terra. Kepler-11f tem uma densidade de cerca de 0.7 g/cm3, comparável à do planeta menos denso do Sistema Solar, Saturno. Kepler-11f é o quinto planeta de Kepler-11, que orbita sua estrela-mãe a cada 46.68876 dias, a uma distância de 0.25 AU. A sua excentricidade orbital é desconhecida. Em comparação, Mercúrio orbita o Sol a cada 87.97 dias, a uma distância de 0.387 AU. Kepler-11f tem uma inclinação orbital de 89.4°. A sua temperatura de equilíbrio de superfície é de 544 K, mais de duas vezes a temperatura de equilíbrio da superfície da Terra e cerca de dois terços da temperatura da superfície de Vênus.
A baixa densidade de Kepler-11f, é característica dos planetas exteriores do sistema, sugere que uma grande atmosfera de hidrogênio e hélio está presente nesses planetas, classificando-o como "anão gasoso", devido ao seu pequeno tamanho e massa. Esta baixa densidade não é compartilhada pelos planetas Kepler-11b e Kepler-11c porque os ventos solares reduziram suas atmosferas para uma camada fina. Os planetas foram sendo criados com grandes atmosferas, porque eles formaram nos primeiros milhões de anos de existência do sistema, quando um disco protoplanetário ainda estava presente.